# Kashimashi: Girl Meets Girl
Kashimashi: Girl Meets Girl (かしまし ～ガール・ミーツ・ガール～?, Kashimashi: Gāru Mītsu Gāru) è un manga scritto da Satoru Akahori e disegnato da Yukimaru Katsura, pubblicato sulla rivista giapponese Dengeki Daioh, e adattato nel 2006 in un anime da Studio Hibari. L'anime segue quasi fedelmente la trama del manga fino all'episodio numero nove; dal dieci in avanti, tuttavia, la storia prende un sentiero completamente differente e non ha più connessioni con il manga. L'episodio numero tredici è stato incluso nel DVD finale dell'anime.
Il 30 marzo 2006 è stato pubblicato anche un videogioco, Kashimashi ~Girl Meets Girl~ Hajimete no natsu monogatari, per PlayStation 2, sempre basato sulle vicende di Kashimashi.

## Trama
Kashimashi racconta la storia di un giovane studente delle scuole superiori, Hazumu, che nutre dei forti sentimenti nei confronti di una sua compagna di classe, Yasuna. Trovato il coraggio per dichiararsi, Hazumu viene però rifiutato e, preda della disperazione, si rifugia nel monte Kashima (鹿縞山?, Kashima-yama) nel tentativo di ritrovare se stesso. Ma proprio mentre si trova nei pressi del monte, Hazumu è vittima di un incontro ravvicinato con un UFO che, a causa di un'avaria non riesce ad evitare l'impatto con la Terra, causando tragiche ferite al ragazzo, destinato per tale motivo alla morte. Per ripagare al torto commesso, l'alieno a capo dell'astronave decide di salvarlo, ma Hazumu viene restituito alla sua normale vita non più come un ragazzo, bensì come una ragazza.
La storia di Kashimashi ruota, quindi, intorno alle relazioni di Hazumu e agli inevitabili cambiamenti dovuti alla sua nuova natura. Il plot narrativo scivola spesso nella commedia, ma sono presenti anche dei momenti tragici. Al di là di tutto questo, comunque, ciò che spicca subito all'attenzione è la natura tipicamente yuri tanto dell'anime, quanto del manga, e il triangolo sentimentale che si instaura fra le tre protagoniste: Hazumu, Yasuna e Tomari.

## Personaggi
Hazumu Osaragi (大佛はずむ?, Osaragi Hazumu)
Doppiato da: Kana Ueda
È il vero protagonista di Kashimashi: studente delle scuole superiori, si occupa del club di giardinaggio ed ha una vera e propria passione per le piante e per i fiori. Tanto da ragazzo, quanto da ragazza, Hazumu spicca per il suo carattere particolarmente debole, molto dolce, introverso e soprattutto sensibile. Sin da piccolo, proprio a causa di questo suo carattere, Hazumu è sempre stato vittima delle angherie dei suoi compagni e ha sempre cercato l'aiuto e il conforto di Tomari, unica in grado di amarlo nonostante tutto. Dopo l'incontro con l'UFO, destinato a cambiare la sua vita, Hazumu ritorna fra gli esseri umani non più come un ragazzo, bensì come una ragazza ed è costretto a misurarsi con questa nuova realtà dei fatti, cui tuttavia si abitua presto proprio a causa del suo carattere, a tal punto da ritrovarsi ben più a suo agio come donna, che non come uomo. Nonostante ciò, i suoi sentimenti non sembrano essere cambiati e Hazumu cercherà di fare il possibile per far comprendere a Yasuna cosa prova nei suoi confronti, combattendo soprattutto con il suo carattere indeciso e l'incapacità di scegliere fra Yasuna e Tomari, sua amica d'infanzia.
Yasuna Kamiizumi (神泉やす菜?, Kamiizumi Yasuna)
Doppiata da: Yui Horie
È una ragazza particolarmente sensibile, dolce, introversa e spesso sola. Frequenta la stessa classe di Hazumu e Tomari e fa parte del club di musica, all'interno del quale suona il flauto traverso. A causa del rapporto conflittuale con i suoi genitori, dovuto alla mancanza di tempo che i due possono dedicarle per motivi di lavoro, Yasuna trascorre molto tempo da sola e sembra incapace di costruire rapporti stabili con i suoi coetanei. L'unica persona che sia mai riuscita ad avvicinarla è stata proprio Hazumu, prima dell'incontro con l'UFO, e proprio nei pressi del monte Kashima. Yasuna è affetta da una forma particolare di fobia, l'androfobia, cioè la paura degli uomini, che in lei si manifesta in una serie di sintomi che culminano nella sua incapacità di vedere e distinguere i volti di tutti gli uomini con i quali entra a contatto. Al posto dei tratti del viso, Yasuna vede solo l'ombra del volto sfocata da una sorta di cortina grigia. Tale fobia ha radici profonde: risale alla sua infanzia e si presentò, la prima volta, proprio con suo padre. L'unico ragazzo di cui nonostante tutto Yasuna sia mai riuscita a distinguere il volto è proprio Hazumu, prima dell'incontro con l'UFO. Alla base del rifiuto nei suoi confronti, quindi, c'è proprio la paura di Yasuna di perdere l'unico ragazzo che, in qualche modo, rappresenta un'eccezione nel suo mondo. Sono anche questi i motivi per cui le riesce, invece, facile amare Hazumu dopo il cambiamento in ragazza.
Tomari Kurusu (来栖とまり?, Kurusu Tomari)
Doppiata da: Yukari Tamura
Frequenta a sua volta la stessa classe di Hazumu e Yasuna. Sin dall'infanzia, Tomari è cresciuta al fianco di Hazumu, nei confronti del quale prova un sentimento molto forte, che scivola spesso dalla semplice amicizia, all'amore vero e proprio. Tomari fa parte del club di atletica ed è un vero e proprio maschiaccio, infatti tutti i suoi amici la considerano molto mascolina e in alcuni episodi dell'anime si comprende come Tomari abbia una nutrita schiera di ammiratori di entrambi i sessi. Di fronte alla trasformazione di Hazumu, Tomari rimane sconvolta e incapace di reagire alla nuova realtà dei fatti. È proprio il cambiamento del ragazzo che la costringe a rivalutare i suoi sentimenti e a comprendere come, in fondo, sia sempre stata innamorata di lui e che tali emozioni non si sono spente, né sono cambiate sebbene Hazumu sia adesso una ragazza. Per tali motivi, inevitabilmente Tomari si ritrova coinvolta in un triangolo sentimentale insieme a Yasuna. Fra le due, comunque, sembra nascere un sentimento d'amicizia che ha il duplice scopo di garantire ad Hazumu tanto il meglio, quanto il tempo necessario per fare una scelta.
Ayuki Mari (摩利あゆき?, Mari Ayuki)
Doppiata da: Masumi Asano
È la migliore amica di Tomari. Ha un carattere fortemente riservato e si trova spesso a far da spalla e confidente proprio a Tomari, nei momenti più delicati della presa di coscienza dei suoi sentimenti nei confronti di Hazumu. Ayuki, oltre ad essere molto intelligente, spicca anche per la sua saggezza e spesso i suoi consigli si rivelano non solo preziosi, ma soprattutto capaci di sbloccare situazioni d'impasse. Nell'episodio numero otto dell'anime, il suo comportamento risulta comunque bizzarro e c'è chi ha voluto leggere dietro alcuni suoi atteggiamenti un certo interesse per Hazumu, che tuttavia viene soffocato dalla stessa Ayuki. Infatti, la studentessa preferisce osservare le persone che le stanno vicine, seguendole da lontano, piuttosto che lasciarsi coinvolgere dagli eventi.
Asuta Soro (曽呂明日太?, Soro Asuta)
Doppiato da: Daisuke Ono
È il miglior amico di Hazumu ed il classico adolescente giapponese. Sebbene dopo il cambiamento di Hazumu in ragazza, sostenga che nulla è cambiato, in realtà non può far a meno di vedere con occhi nuovi il vecchio amico d'infanzia, fino a ritrovarsene inevitabilmente innamorato.
Namiko Tsuki (月並子?, Tsuki Namiko)
Doppiata da: Yūko Mizutani
Conosciuta anche come Namiko-Sensei è l'insegnante della classe di Hazumu. È uno dei personaggi secondari più comici sia dell'anime che del manga, soprattutto a causa del suo essere costantemente a caccia di un uomo da sposare. Alla comparsa di Hitoshi Sora, in realtà l'alieno che ha causato il cambiamento di sesso di Hazumu, Namiko concentrerà tutti i suoi sforzi nel tentativo di conquistarlo.
Hitoshi Sora (宇宙仁?, Sora Hitoshi)
Doppiato da: Keiji Fujiwara
È l'alieno che si trovava a bordo dell'astronave al momento dell'incidente con Hazumu. Egli sostiene di trovarsi sulla Terra per indagare a proposito dell'amore, in quanto sul suo pianeta di provenienza tale sentimento sta morendo, causando anche l'estinzione dei suoi simili. Per poter, quindi, raccogliere più informazioni possibili, egli assume le sembianze di un professore di botanica e si trasferisce, insieme a Jan Puu, nella casa di Hazumu: sua prima e più importante fonte di ricerca.
Jan Puu (ジャン・プウ?, Jan Pū)
Doppiato da: Ryōko Shintani
È l'intelligenza artificiale che pilota l'astronave e quindi vera causa dell'incidente con Hazumu. Per poterla portare con sé sulla Terra, Hitoshi Sora le conferisce un corpo femminile in tutto e per tutto simile a quello di Hazumu. Caratterialmente, Jan Puu sembra sempre entusiasta, contenta della sua nuova vita e spesso infantile.
Toru Osaragi (大佛徹?, Osaragi Tōru) e Kahoru Osaragi (大佛かほる?, Osaragi Kahoru)
Doppiati da: Makoto Yasumura (Toru) e Yūko Nagashima (Kahoru)
I genitori di Hazumu sono a loro volta utilizzati, tanto nell'anime quanto nel manga, come fulcro di molte gag comiche. Entrambi sembrano entusiasti della nuova natura di Hazumu, sebbene l'interesse del padre, Toru, sembri decisamente morboso, cosa questa che causa una serie infinita di liti con la moglie Kahoru.

## Media

### Manga
Il manga, scritto da Satoru Akahori e disegnato da Yukimaru Katsura, è stato serializzato dal 21 maggio 2004 al 21 aprile 2007 sulla rivista Dengeki Daioh edita da MediaWorks. Il character design originale dei personaggi è stato creato da Sukune Inugami mentre il design delle uniformi scolastiche è stato realizzato dall'azienda di abbigliamento Cospa. I capitoli sono stati raccolti in 5 volumi tankōbon pubblicati dal 27 gennaio 2005 al 26 maggio 2007. 

#### Volumi
| 1 | 27 gennaio 2005 | ISBN 4-8402-2955-4     |
| 1 | Capitoli (traduzioni letterali dei titoli) - 1. Il giorno in cui il ragazzo si trasformò. (少年はその日変わった。?, Shōnen wa sono hi kawatta.) - 2. La ragazza si rende conto di essere una ragazza. (少女は少女であることを自覚した。?, Shōjo wa shōjo dearu koto o jikakushita.) - 3. Il mio primo...... (初めての・・・・・・?, Hajimete no......) - 4. Tomari, preoccupata (とまり、悩む?, Tomari, nayamu) - 5. Il cuore di Hazumu (はずむの心?, Hazumu no kokoro) - 6. Le cose riflesse negli occhi di Yasuna (やす菜の目に映るもの?, Yasuna no me ni utsuru mono) - 7. Triangolo di ragazze (少女三角形?, Shōjo sankakkei) - Bonus Track                                                                               |                        |
| 2 | 27 settembre 2005 | ISBN 4-8402-3185-0     |
| 2 | Capitoli (traduzioni letterali dei titoli) - 8. La sposa e lo sposo (お嫁さんとお婿さん?, Oyome-san to omuko-san) - 9. Tutti al mare (みんなで海へ?, Minna de umi e) - 10. Semplicemente osservare...... (見ているだけが・・・・・・?, Miteiru dake ga......) - 11. La principessa del curry (カレーのお姫様?, Karē no ohime-sama) - 12. Il festival estivo e lo zucchero filato (夏祭りと綿菓子と?, Natsumatsuri to watagashi to) - 13. Una piccola tempesta (小さな嵐?, Chiisana arashi) - 14. Tomari e...... (とまりと・・・・・・?, Tomari to......) - Speciale 1. Il diario di osservazione del sorel-fratello (オネニーサマ観察日記?, One-nī-sama kansatsu nikki)                                                       |                        |
| 3 | 27 febbraio 2006 | ISBN 4-8402-3366-7     |
| 3 | Capitoli (traduzioni letterali dei titoli) - 15. Mi piaci (好きなのは?, Sukina no wa) - 16. Perché mi piaci (好きだから?, Suki dakara) - 17. Mura (壁?, Kabe) - 18. Persone, sogni, fuochi d'artificio e transitorietà (人と夢と花火と儚さと?, Hito to yume to hanabi to hakanasa to) - Speciale 2. La grande operazione di un uomo! L'invasione del pigiama party! (漢大作戦！パジャマパーティーへ侵入せよ！?, Otoko taisakusen! Pajama Pātī e shinnyū seyo) - 19. Segreto (秘密?, Himitsu) - 20. Il giorno del festival sportivo (体育祭の日に?, Taiikusai no hi ni) - 21. Cosmos (秋桜?, Akizakura) - Speciale 3. La prima storia estiva. La notte prima (初めての夏物語。の前夜?, Hajimete no natsu monogatari. No zenya) |                        |
| 4 | 27 ottobre 2006 | ISBN 4-8402-3629-1     |
| 4 | Capitoli (traduzioni letterali dei titoli) - 22. Bellissima (綺麗?, Kirei) - 23. Concert (コンサート?, Konsāto) - 24. Falsa forza (強虫?, Kyōchū) - 25. I sentimenti di Hazumu (はずむキモチ?, Hazumu kimochi) - 26. La lepre e la tartaruga (うさぎとカメ?, Usagi to kame) - 27. Giochiamo, giochiamo (遊べ遊べ?, Asobe asobe) - 28. Le due facce dell'addio (別れのうらおもて?, Wakare no uraomote) - Speciale 4. Lo Show di Asuta! (明日太のShow！?, Asuta no Show!) |                        |
| 5 | 26 maggio 2007 | ISBN 978-4-8402-3904-2 |
| 5 | Capitoli (traduzioni letterali dei titoli) - 29. Nell'acqua calda (お湯の中で?, Oyu no naka de) - 30. La sera prima del festival scolastico (文化祭前夜?, Bunkasai zen'ya) - 31. Report (Report?) - 32. L'ultimo giorno (最後の一日?, Saigo no ichinichi) - 33. Decisione (想い決めた?, Omoi kimeta) - 34. Cuori legati (繋がる心?, Tsunagaru kokoro) - 34. Kashimashi (かしましく?, Kashimashiku) - Speciale 5. Il segreto di Ayuki-chan (ひみつのアユキちゃん?, Himitsu no Ayuki-chan) |                        |

### Internet radio show
Dalla serie sono stati tratti anche due Internet radio show. Il primo, intitolato Kana, Yui, Yukari no Kashima Radio (佳奈・由衣・ゆかりのかしましらじお?), è stato prodotto da Beat Net Radio ed è stato trasmesso dal 30 settembre 2005 al 27 ottobre 2006 per un totale di 56 episodi. Come viene specificato nel titolo, il programma è stato condotto dalle doppiatrici Kana Ueda, Yui Horie e Yukari Tamura che hanno prestato rispettivamente la voce ai personaggi di Hazumu, Yasuna e Tomari nell'anime. Nel programma sono apparsi talvolta diversi ospiti come Yūmao, che ha cantato la sigla di chiusura dell'anime, o altri doppiatori sempre presenti nella trasposizione animata come Ryōko Shintani che ha doppiato Jan Puu e Daisuke Ono che ha dato la voce ad Asuta. La sigla di apertura del programma è Compass: Egao no yukue cantata da Ueda, Horie e Tamura. Gli ascoltatori potevano inviare dei contribuiti al programma radiofonico tramite un modulo online. Un CD audio contenente gli episodi trasmessi da settembre 2005 fino all'inizio del 2006 è stato messo in vendita il 24 maggio 2006.
Il secondo Internet radio show è Masumi Ryōko no Kashima Radio PC (真澄♥良子のかしましらじおPC?), sempre prodotto da Beat Net Radio ma è stato disponibile esclusivamente tramite podcast su Bandai Visual Podcast. Il programma è stato uno degli unici due programmi radiofonici distribuiti su tale piattaforma. È stato trasmesso dal 22 dicembre 2005 al 27 aprile 2006 per 10 episodi totali ed è stato condotto da Masumi Asano e Ryōko Shintani che nell'anime doppiano rispettivamente Ayuki e Jan Puu.

### Libri
Una light novel scritta da Mako Komao e illustrata da Yukimaru Katsura è stata pubblicata il 10 gennaio 2006 da MediaWorks sotto l'etichetta Dengeki Bunko. Il romanzo è raccontato da una prospettiva in prima persona alternando Hazumu, Yasuna e Tomari tra i capitoli. La storia presenta il prologo, quattro capitoli e l'epilogo: il prologo e il primo capitolo sono raccontati dalla prospettiva di Hazumu, il secondo capitolo da quella di Yasuna, il terzo capitolo da Tomari ed infine il capitolo quattro e l'epilogo nuovamente da Hazumu. Le ultime tre pagine del libro contengono una postfazione scritta dall'autore.
Un artbook di 112 pagine intitolato Kashimashi Official Fan Book (かしまし公式ファンブック?, Kashimashi kōshiki Fan Bukku) è stato pubblicato il 27 marzo 2006 da MediaWorks. Il libro, che ha le stesse dimensioni di volume rilegato da manga, è stampato a colori per le prime 48 pagine che consistono in una raccolta di disegni promozionali dai diversi tipi di media, profili dei personaggi con schizzi originali e commenti sui personaggi, in aggiunta a interviste ai doppiatori di Hazumu, Yasuna, Tomari, Ayuki e Jan Puu e infine bozzetti originali delle uniformi scolastiche della serie. La parte centrale del libro, stampata in bianco e nero, consiste in una breve panoramica dei primi 21 capitoli del manga, interviste all'autore e al disegnatore del manga, al regista e lo sceneggiatore dell'anime e l'autore della light novel. È presente anche una breve presentazione della visual novel per PlayStation 2, di due statuette di Hazumu e di tre CD audio dedicati all'anime. Le ultime 16 pagine sono a colori e presentano il primo episodio dell'anime in formato manga.

### Anime
Un adattamento anime diretto da Nobuaki Nakanishi e sceneggiato da Jukki Hanada è stato prodotto da Studio Hibari. La serie è stata trasmessa in Giappone dall'11 gennaio al 19 marzo 2006 su TV Tokyo per un totale di 12 episodi. Gli episodi sono stati successivamente raccolti in 7 volumi DVD pubblicati tra il 26 aprile e il 27 ottobre 2006, dove ogni disco presenta due episodi. Un OAV è stato pubblicato con l'ultimo DVD regolare e presenta un finale diverso rispetto a quello impiegato nella trasmissione televisiva originale. Inoltre è stata inserita una piccola parte durante la scena dell'acquisto del reggiseno nell'episodio 2 che è stata considerata abbastanza matura da essere censura nella versione televisiva, ma è stata inclusa nell'edizione home video. Bandai Visual ha pubblicato un cofanetto DVD di Kashimashi il 25 giugno 2010.

#### Episodi
| Nº | Titolo italiano (traduzione letterale) Giapponese 「Kanji」 - Rōmaji                                                             | In onda          | In onda |
| Nº | Titolo italiano (traduzione letterale) Giapponese 「Kanji」 - Rōmaji                                                             | Giapponese       |         |
| 1  | Il giorno in cui il ragazzo si trasformò 「少年はその日変わった」 - Shōnen wa sono hi kawatta                                    | 11 gennaio 2006  |         |
| 2  | La ragazza si rende conto di essere una ragazza 「彼女は彼女であることを自覚した」 - Kanojo wa kanojo de aru koto wo jikakushita | 18 gennaio 2006  |         |
| 3  | Il cuore di Hazumu, il cuore di Yasuna 「はずむの心、やす菜の心」 - Hazumu no kokoro, Yasuna no kokoro                           | 25 gennaio 2006  |         |
| 4  | Triangolo di ragazze 「少女三角形」 - Shōjo sankakkei                                                                            | 1º febbraio 2006 |         |
| 5  | Le cose riflesse negli occhi di Yasuna 「やす菜の目に映るもの」 - Yasuna no me ni utsuru mono                                    | 8 febbraio 2006  |         |
| 6  | La sposa e lo sposo 「お嫁さんとお婿さん」 - Oyomesan to omukosan to                                                             | 15 febbraio 2006 |         |
| 7  | Tutti al mare 「みんなで海へ」 - Minna de umi he                                                                                 | 22 febbraio 2006 |         |
| 8  | Semplicemente osservare... 「診ているだけが…」 - Miteiru dake ga...                                                              | 1º marzo 2006    |         |
| 9  | Si avvereranno questi desideri? 「この願いはかないますか？」 - Kono negai wa kanaimasu ka?                                       | 8 marzo 2006     |         |
| 10 | Una piccola tempesta 「小さな嵐」 - Chiisana arashi                                                                              | 15 marzo 2006    |         |
| 11 | Ciò che è scomparso dagli occhi di Yasuna 「やす菜の瞳から消えたもの」 - Sono hitomi kara kieta mono                             | 22 marzo 2006    |         |
| 12 | Alla fine, l’amore inizia 「やがて恋がはじまる」 - Yagate koi ga hajimaru                                                        | 29 marzo 2006    |         |

#### Colonna sonora
La sigla di apertura dell'anime, Koi suru kokoro (恋するココロ?) degli eufonius, e la sigla di chiusura Michishirube (みちしるべ?) di Yūmao, sono state entrambe pubblicate il 25 gennaio 2006 da Lantis. L'anime utilizza quattro versioni alternative della sigla di chiusura, ognuna delle quali cantata dalle quattro doppiatrici dei personaggi principali. Nell'episodio 8 è stata cantata da Masumi Asano (Ayuki), nell'episodio 9 da Kana Ueda (Hazumu), nell'episodio 10 da Yui Horie (Yasuna) e nell'episodio 11 da Yukari Tamura (Tomari). La sigla di apertura Koisuru kokoro è stata utilizzata come sigla di chiusura del primo episodio mentre il brano Kimi no tame ni dekiru koto (キミのためにできること?) di Yūmao è stato impiegato come sigla di chiusura del dodicesimo episodio.
Tre insert song cantate dalle doppiatrici sono state utilizzate in tre diversi episodi. Nell'episodio 7 è stata usata la canzone Hanaemi to kasumisou (花笑みとかすみ草?) cantata da Ueda, mentre nell'episodio 9 è stato adoperato il brano Compass ~Egao no yukue~ (コンパス～笑顔の行方～?, Konpasu ~Egao no yukue~) di Ueda, Horie e Tamura; entrambe le canzoni provenivano dall'image song Compass ~Egao no yukue~ pubblicato il 21 dicembre 2005. L'ultima insert song, Hanbun (半分?) cantata da Tamura, è stata inserita nell'episodio 12 ed è stata inclusa nell'album dell'image song Norte Amour pubblicato il 5 aprile 2006. L'album conteneva anche altre canzoni di Ueda, Horie, Tamura, Asano e Ryōko Shintani, che ha doppiato Jan Puu. La colonna sonora originale dell'anime è stata pubblicata il 26 aprile 2006 edita da Lantis.
Il 18 maggio 2006 è stato reso disponibile un drama-CD basato sull'anime con dieci doppiatori dell'anime. La storia è ambientata tra l'ultimo episodio dell'anime e l'OAV.

##### Compass ~Egao no yukue~
1. Yui Horie, Yukari Tamura e Kana Ueda – Compass ~Egao no yukue~ (コンパス～笑顔の行方～?, Konpasu ~Egao no yukue~) – 4:47 (testo: Yūmao – musica: Kaoru Okubo)
2. Kana Ueda – Hanaemi to kasumisou (花笑みとかすみ草?) – 4:13 (testo: Yūmao – musica: Katsuhiko Kurosu)
3. Compass ~Egao no yukue~ (off vocal) (コンパス～笑顔の行方～(off vocal）?, Konpasu ~Egao no yukue~ (off vocal)) – 4:37
4. Hanaemi to kasumisou (off vocal) (花笑みとかすみ草(off vocal)?) – 4:09

##### Michishirube
1. Yūmao – Michishirube (みちしるべ?) – 4:02 (testo: Yūmao – musica: Kaoru Okubo)
2. Yūmao – Song Rider (ソングライダー?, Songu Raidā) – 4:33 (testo: Yūmao – musica: Kaoru Okubo)
3. Yūmao – Michishirube (hikigatari) (みちしるべ (弾き語り)?) – 2:07
4. Yūmao – Michishirube (instrumental) (みちしるべ (instrumental)?) – 4:02
5. Yūmao – Song Rider (instrumental) (ソングライダー (instrumental)?, Songu Raidā (instrumental)) – 4:30

##### Kashimashi ~Girl Meets Girl~ Original Soundtrack
1. eufonius – Koi suru kokoro (TV Size) (恋するココロ (TVサイズ)?, Koi suru kokoro (TV Saizu)) – 1:49 (testo: riya – musica: Hajime Kikuchi)
2. Yasashisa no ondo (優しさの温度?) – 1:41 (musica: Soshi Hosoi)
3. Maemuki na otome kokoro (前向きな乙女心?) – 1:38 (musica: Hitoshi Fujima)
4. Sawayaka na asa (爽やかな朝?) – 1:42 (musica: Hitoshi Fujima)
5. Awai koi gokoro (淡い恋心?) – 2:09 (musica: Hitoshi Fujima)
6. Ichi nichi no hajimari (一日の始まり?) – 2:15 (musica: Kaori Tsutsui)
7. Mukaiau kimochi (向かい合う気持ち?) – 1:55 (musica: Yasuhiko Tachibana)
8. Nodokana gakkō no fūkei (のどかな学校の風景?) – 1:47 (musica: Hitoshi Fujima e Yasuhiko Tachibana)
9. Tanoshii mainichi (楽しい毎日?) – 1:53 (musica: Soshi Hosoi)
10. Airashii ne (愛らしいね?) – 1:39 (musica: Hitoshi Fujima)
11. Kokoro no byōsha (心の描写?) – 1:54 (musica: Soshi Hosoi e Hitoshi Fujima)
12. Koi no sanpomichi (恋の散歩道?) – 1:29 (musica: Hitoshi Fujima)
13. Otome no kinsen (乙女の琴線?) – 1:54 (musica: Hitoshi Fujima)
14. Naka yokuo hanashi (仲よくお話?) – 1:45 (musica: Hitoshi Fujima)
15. Wakiaiai (和気あいあい?) – 1:35 (musica: Yasuhiko Tachibana)
16. Hōkago (放課後?) – 2:00 (musica: Yasuhiko Tachibana)
17. Manuke da ne (間抜けだね?) – 2:09 (musica: Kaori Tsutsui)
18. Yannacchau ne (やんなっちゃうね?) – 2:11 (musica: Toshimichi Isoe)
19. Nichijō no byōsha (日常の描写?) – 1:24 (musica: Aifmade+)
20. Setsuna sa no danpen (切なさの断片?) – 1:32 (musica: Aifmade+)
21. Wakiaiai Part 2 (和気あいあいパート2?, Wakiaiai Pāto 2) – 1:25 (musica: Yasuhiko Tachibana)
22. Nakama tachi (仲間たち?) – 1:36 (musica: Hitoshi Fujima)
23. Kanashimi no Adagio (悲しみのアダージョ?, Kanashimi no Adājo) – 1:39 (musica: Soshi Hosoi)
24. Omoi wa sorezore ni (思いはそれぞれに?) – 1:31 (musica: Toshimichi Isoe)
25. Ojōsama no funiki (お嬢様の雰囲気?) – 2:11 (musica: Kaori Tsutsui)
26. Yasashisa no senritsu (優しさの旋律?) – 2:53 (musica: Kaori Tsutsui)
27. Hiai mo itome ni wa (悲哀も乙女には..?) – 1:37 (musica: Hitoshi Fujima)
28. Kokoro no kaihō (心の解放?) – 1:39 (musica: Hitoshi Fujima)
29. Okkakeru yo (追っかけるよ?) – 1:33 (musica: Hitoshi Fujima)
30. Punpun ka na (プンプンかな?) – 1:34 (musica: Soshi Hosoi)
31. Jan Puu - 1 (ジャンプゥ－1?) – 1:45 (musica: Soshi Hosoi)
32. Jan Puu - 2 (ジャンプゥ－2?) – 1:49 (musica: Soshi Hosoi)
33. Uchū hitoshi (宇宙仁?) – 2:13 (musica: Soshi Hosoi)
34. Namiko no Theme (並子のテーマ?, Namiko no Tēma) – 1:48 (musica: Soshi Hosoi)
35. Yasuna no Flute (やす菜のフルート?, Yasuna no Furūto) – 0:20 (musica: Aifmade+)
36. Kokoro ni hanataba wo (心に花束を?) – 2:45 (musica: Yasuhiko Tachibana)
37. Yasashisa wo motte itai (優しさを持っていたい?) – 2:04 (musica: Kaori Tsutsui)
38. Kokoro no naka no hikari (心の中の光?) – 2:41 (musica: Toshimichi Isoe)
39. Yūmao – Michishirube (TV Size) (みちしるべ (TVサイズ)?, Michishirube (TV Saizu)) – 1:32 (testo: Yūmao – musica: Kaoru Okubo)

### Visual novel
Un videogioco visual novel basato sulla serie e intitolato Kashimashi: Girl Meets Girl hajimete no natsu monogatari (かしまし ～ガール・ミーツ・ガール～ 初めての夏物語?, Kasimasi ~Gāru Mītsu Gāru~ hajimete no natsu monogatari) è stato pubblicato per PlayStation 2 il 30 marzo 2006 in Giappone. Il gioco è stato sviluppato da Vridge, pubblicato da Marvelous Interactive e distribuito in due edizioni, limitata e regolare. L'edizione limitata presenta una confezione appositamente dedicata con un drama-CD originale intitolato Kashimashi Triangle Letter e un CD musicale con brani del gioco in versioni arrangiate per pianoforte. Il gioco è stato successivamente ripubblicato in un'edizione denominata Best Collection il 16 novembre 2006, che è stata venduta a meno della metà del prezzo del gioco originale. Kashimashi: Girl Meets Girl hajimete no natsu monogatari ha ottenuto un punteggio di 26/40 dalla rivista Famitsū, basato sulla somma dei punteggi (da 0 a 10) dati al gioco da quattro recensori della rivista, che hanno dato rispettivamente come voto individuale 7, 6, 7 e 6.
La storia del gioco è ambientata all'inizio delle vacanze estive. L'insegnante privato di Hazumu, Namiko Tsuki, suggerisce ad Hazumu e alle sue amiche di fare un viaggio di una settimana in un piccolo villaggio di montagna con una località termale. I nonni di Hazumu abitano in questa città e sono due nuovi membri del cast introdotti appositamente nella storia. Altri tre personaggi femminili vengono presentati come possibili interessi amorosi per Hazumu; due hanno la sua stessa età e la terza è la padrona di casa del resort, che è più grande. L'obiettivo del gioco è quello di formare una coppia tra Hazumu e uno dei cinque personaggi femminili del cast. Il sistema principale di gameplay si basa principalmente sulla personalità indecisa di Hazumu. Se il giocatore mostra più interesse per un particolare personaggio, gli altri finiranno per infastidirsi poiché Hazumu li sta ignorando, cosa che viene mostrata in un misuratore della tensione. Più Hazumu ignora un determinato personaggio, maggiore diventa la tensione con quest'ultimo e ciò permette che Hazumu rimanga una buona amica con i possibili interessi amorosi. Per vedere il finale di un personaggio specifico, dovrà esserci una certa tensione con gli altri, ma questa non può essere eccessiva o non si potrà vedere il finale.
Il gameplay richiede poca interazione da parte del giocatore poiché la maggior parte della durata del gioco viene impiegata semplicemente leggendo il testo che appare sullo schermo che rappresenta i dialogo tra i vari personaggi o i pensieri interiori della protagonista. Un aspetto importante, come quasi tutte le visual novel, sono i "punti decisionali" che compaiono di tanto in tanto e danno al giocatore la possibilità di scegliere tra un numero limitato di opzioni. Il tempo che intercorre tra questi punti di decisione è variabile e può variare da un minuto a molto di più. Il gioco si interrompe in tali momenti e, a seconda della scelta fatta, la trama procederà in una direzione specifica. Ogni trama può essere raggiunta attraverso più partite.